# Ronzo-Chienis
Ronzo-Chienis település Olaszországban, Trento megyében. 

## Népesség
A település népességének változása: